# Dębowa Łąka (gemeente)
De gemeente Dębowa Łąka is een landgemeente in het Poolse woiwodschap Koejavië-Pommeren, in powiat Wąbrzeski.
De zetel van de gemeente is in Dębowa Łąka.
Op 30 juni 2004 telde de gemeente 3192 inwoners.

## Oppervlaktegegevens
In 2002 bedroeg de totale oppervlakte van gemeente Dębowa Łąka 86,13 km², waarvan:
- agrarisch gebied: 85%
- bossen: 8%

De gemeente beslaat 17,18% van de totale oppervlakte van de powiat.

## Demografie
Stand op 30 juni 2004:
| Omschrijving                   | Totaal | Totaal | Vrouwen | Vrouwen | Mannen | Mannen |
| ------------------------------ | ------ | ------ | ------- | ------- | ------ | ------ |
| eenheid                        | aantal | %      | aantal  | %       | aantal | %      |
| inwoners                       | 3192   | 100    | 1576    | 49,4    | 1616   | 50,6   |
| bevolkingsdichtheid (inw./km²) | 37,1   | 37,1   | 18,3    | 18,3    | 18,8   | 18,8   |

In 2002 bedroeg het gemiddelde inkomen per inwoner 1471,52 zł.

## Administratieve plaatsen (sołectwo)
Dębowa Łąka, Kurkocin, Lipnica, Łobdowo, Małe Pułkowo, Niedźwiedź, Wielkie Pułkowo, Wielkie Radowiska.

## Aangrenzende gemeenten
Bobrowo, Golub-Dobrzyń, Kowalewo Pomorskie, Książki en Wąbrzeźno

## Galerij

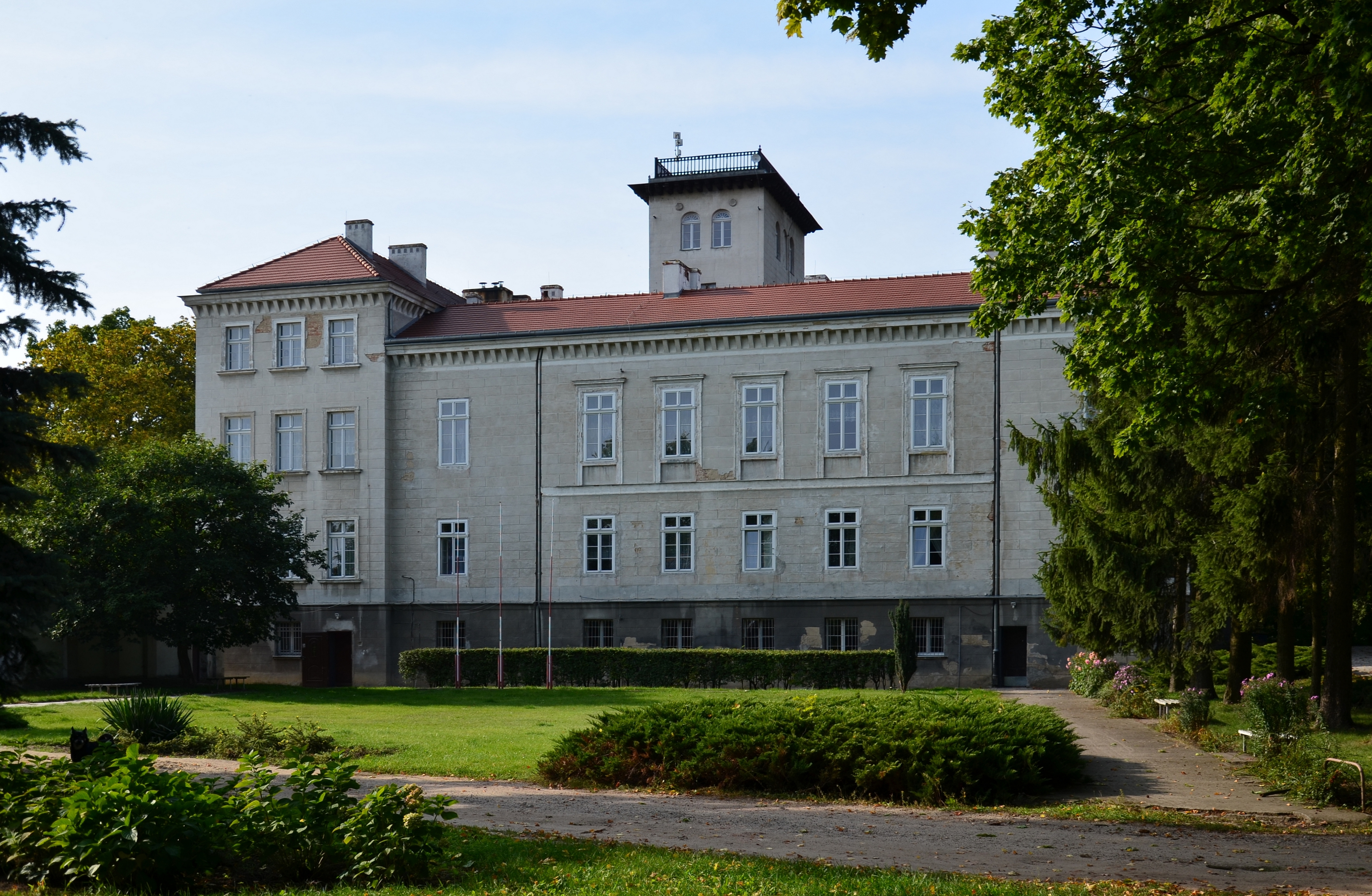
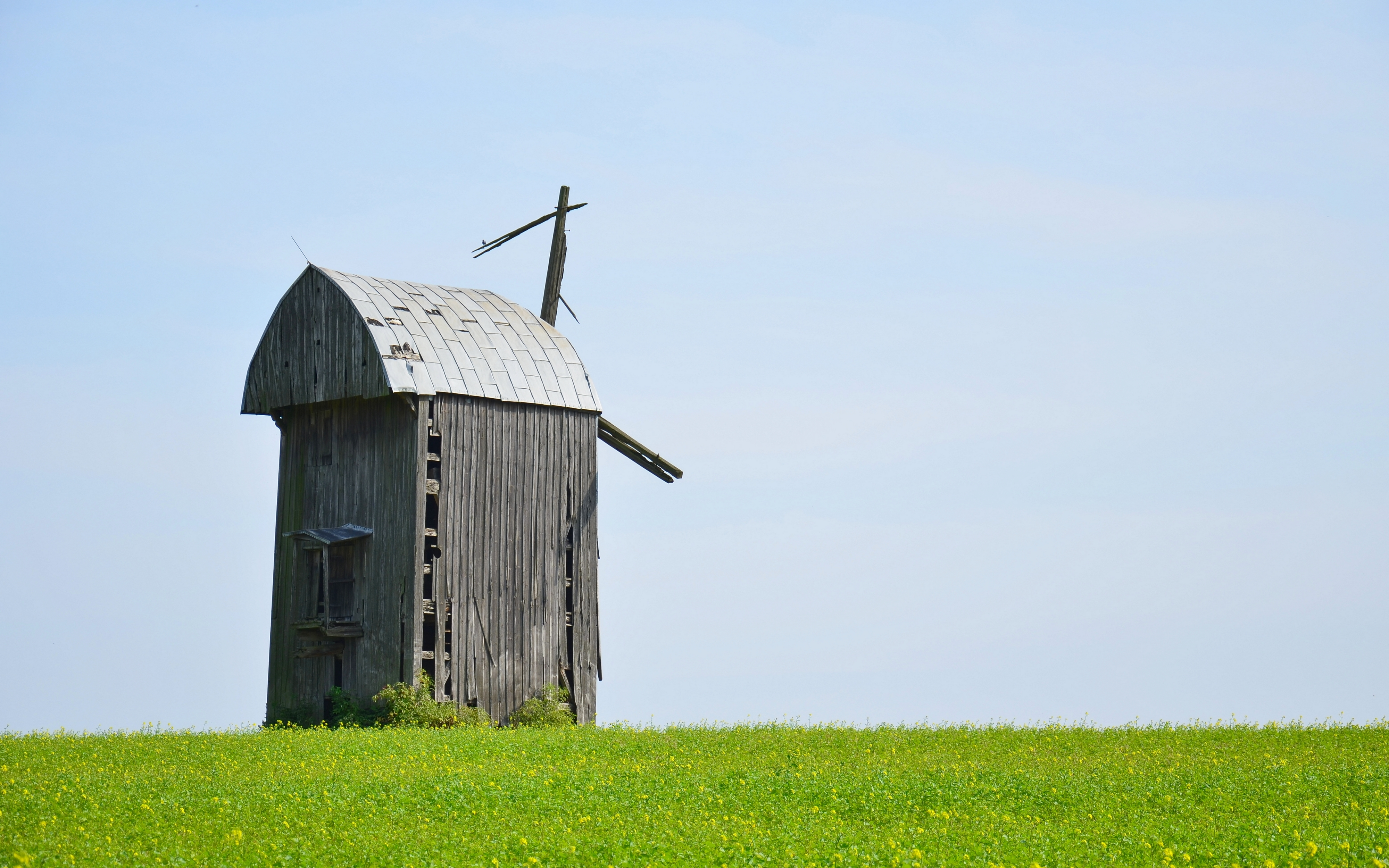
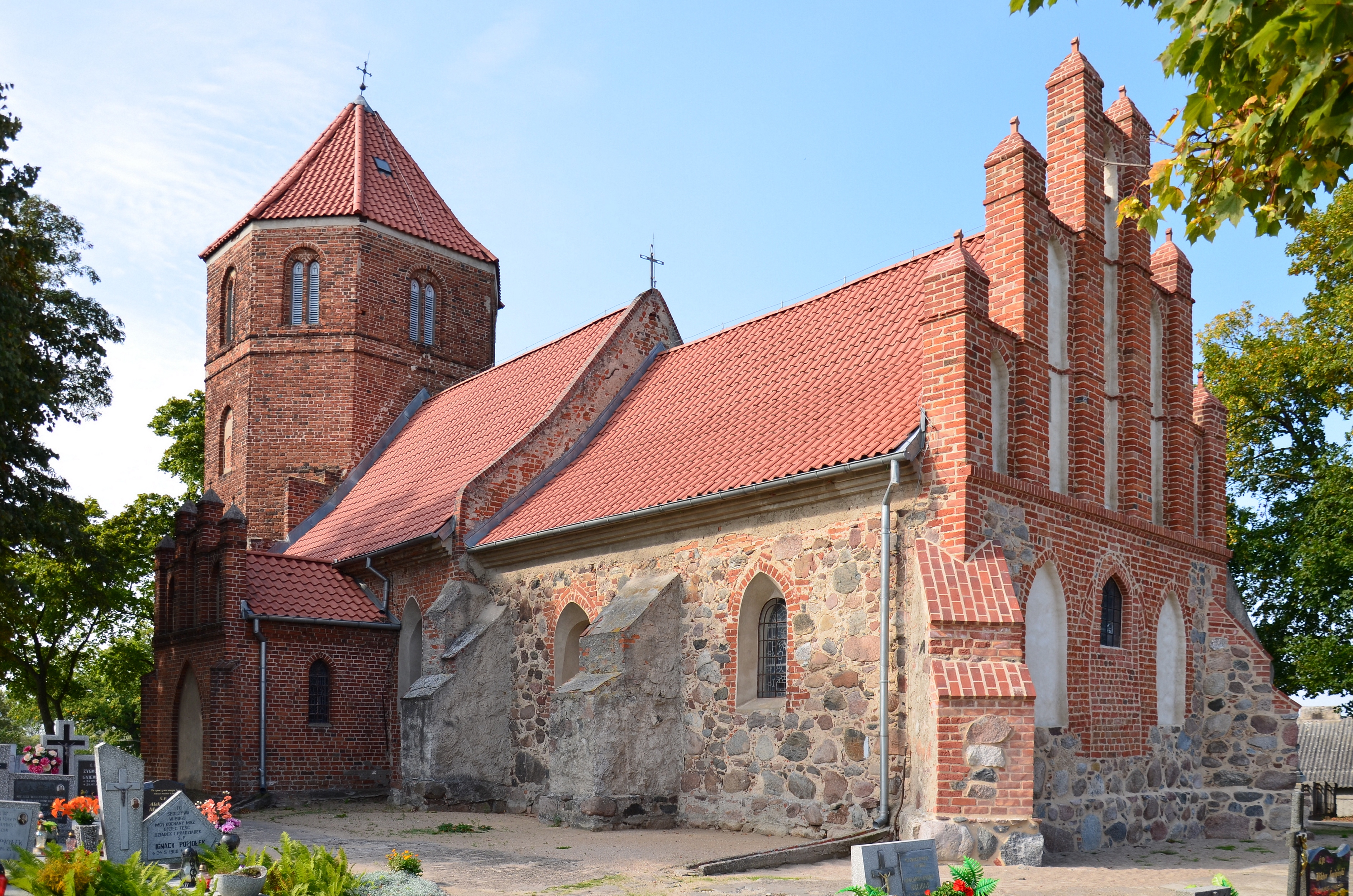